# رانا الشافعي
رانا الشافعي (1 مارس 1990) ممثلة ومقدمة برامج مصرية.

## نبذه عنها
حاصلة شهادة بكالوريوس إعلام جامعة القاهرة. كذلك لديها دبلوم في فنون الاتيكيت، عملت في تلفزيون الإخبارية السعودية وقدمت عدة برامج فيها مثل: الوطن - المنتصف - طبعة المشاهد - عاصفه الحزم وإعادة الأمل، وقدمت البرنامج الشهير سيدتي بعد إنتقالها على قناة روتانا خليجية، إتجهت للمجال التمثيل بمشاركتها بمسلسل «سوق الدماء» و«عناقيد» وغيرها، ودورها المتميز شهد في أول سوب أوبرا سعودي «الميراث».

## من أعمالها
- 2017: شباب البومب 6. (ضيفة شرف)
- 2018: شير شات.
- 2019: عناقيد.
- 2019: شباب البومب 8. (ضيفة شرف)
- 2019: سوق الدماء.
- 2020: بنات الملاكمة 2.
- 2020: بيوتي كلينك.
- 2020 - 2021: الميراث.
- 2022:حريم طارق